# Krajnikfalva
Krajnikfalva (Josani), település Romániában, a Partiumban, Bihar megyében.

## Fekvése
A Király-erdő alatt, Élesdtől délre, a nagyvárad-kolozsvári vasútvonal mellett fekvő település.

## Története
Krajnikfalva nevét 1508-ban említette először oklevél Cranykfalwa néven.
1622-ben Craynikfalva, 1692-ben Krainicz Falua, Krainik-Falua, 1808-ban Krajnikfalva, Dzsoszán, 1888-ban Zsoszány, 1913ban Krajnikfalva néven írták.
1851-ben Fényes Elek írta a településről:
Bihar vármegyében, a Sebes-Körös völgyében, hegyes vidéken, 225 óhitü lakossal, s anyatemplommal.
Van itt egy régi, terméskőből épült szentegyháznak maradványa. Saját határa kicsiny... Birja a váradi deák püspök.
A falu egykor a Telegdiek birtoka volt.
1503-ban Thelegdy István kapott rá új adománylevelet. A falu Thelegdyek kihaltával a váradi székeskáptalané lett.

## Nevezetességek
- Görög keleti temploma – 1820-ban épült.